# قایه‌لی (قبادلی)
قایه‌لی (ارمنی: [] Error: {{Lang}}: فاقد متن (راهنما)؛ ترکی آذربایجانی: Qayalı) یک منطقهٔ مسکونی در جمهوری آرتساخ است که در استان کاشاتاق واقع شده‌است.